# Luis Garrido
Luis Garrido (Juticalpa, 5 de novembro de 1990), é um futebolista Hondurenho que atua como meia. Atualmente, joga pelo Olimpia. 

## Carreira
Garrido fez parte do elenco da Seleção Hondurenha de Futebol nas Olimpíadas de 2012,e defendeu Honduras na Copa do Mundo FIFA de 2014.

## Títulos

### Olimpia
- Campeonato Hondurenho: 2007–08, 2008–09, 2009–10, 2011–12, 2012–13